# The Nameless
«The Nameless» —en español: «El innombrable»— es una canción de la banda estadounidense de nu metal, Slipknot.
La canción fue lanzada como único sencillo de su primer álbum en vivo, 9.0: Live, mientras que también está incluido en su tercer álbum de estudio, Vol. 3: (The Subliminal Verses). 
Llegó a alcanzar el puesto # 25 en la lista US Mainstream Rock de la revista Billboard.

## Contenido
‘The Nameless’ trata sobre una persona que tiene sentimientos contradictorios acerca de su compañera. Esta persona tiene una obesión sobre la otra persona probablemente a causa de los celos.Odian amarse y aman odiarse.
Esta canción fue el primer y único sencillo de su álbum en directo 9.0: Live donde ocupa la segunda pista del disco 2. Al final de la canción Corey Taylor le menciona al público de Las Vegas que a Continuación Van a Tocar por Primera Vez en vivo la canción Skin Ticket.

## Video musical
El vídeo fue dirigido por el percusionista de la banda, Shawn Crahan. El vídeo muestra a la banda realizando una presentación en directo con escenas, antes y dentro del concierto de sus fanáticos. Algunas de las imágenes se utilizó en el DVD titulado voliminal inside the nine. Aunque el vídeo fue grabado en Venezuela, Al final del vídeo, se puede observar una leyenda que dice: "Dedicated to all the Maggots everywhere." ("Dedicado a todos los Maggots [fanes de Slipknot] en todas partes.")

## Listado de canciones[3]
| US Single |                       |          |  |
| N.º       | Título                | Duración |  |
| 1.        | «The Nameless» (Edit) | 03:44    |  |
| 2.        | «The Nameless» (Live) | 04:01    |  |

| Japan Edition |                                       |          |  |
| N.º           | Título                                | Duración |  |
| 1.            | «Prosthetics» (Live)                  | 05:17    |  |
| 2.            | «The Nameless»                        | 04:28    |  |
| 3.            | «Before I Forget» (Molt-injected Mix) | 04:40    |  |

| Germany Single |                       |          |  |
| N.º            | Título                | Duración |  |
| 1.             | «The Nameless» (Live) | 03:44    |  |
| 2.             | «The Nameless» (Live) | Video    |  |